# Gustaf Forselius
Gustaf Forselius, född 1 augusti 1882 i Bräcke socken, död 17 oktober 1941 i Cochabamba, Bolivia, var en svensk ingenjör.
Gustaf Forselius var son till baningenjören Carl Gustaf Forselius. Han avlade mogenhetsexamen i Stockholm 1901 och utexaminerades från Tekniska högskolans avdelning för väg- och vattenbyggnadskonst 1905. På peruanska regeringens anmodan reste han tillsammans med kurskamraten Curt Schenström 1905 till Peru för att undersöka möjligheterna att anlägga vägar och järnvägar mellan höglandet i väster och det tropiska låglandet i öster. Under den forskningsresa svenskarna i samband med detta företog och som väckte stort uppseende i Peru korsades för första gången i modern tid bergsområdet mellan floderna Huallaga och Ucayali. De projekt de utarbetade kom inte att omedelbart utföras men kom delvis att ligga till grund för senare vägarbeten. 1900 startade Forselius tillsammans med Curt Schenström och ännu en svens, filosofie licentiat Sven Ericsson den första färden på floden Madre de Dios från dess källor till Riberalta. De kartor som uppgjordes under denna resa kom länge att ligga till grund för de officiella peruanska kartorna över området. Under resan upptäcktes stora områden med gummiträd, och för utnyttjande av dessa bildades ett bolag Paucartambo Rubber Compay, för vars räkning Forselius företog ytterligare forskningsresor. Sedan bolaget upphört i samband med gummikraschen 1912, startade Forselius i Villamontes en båtfärd, den första i sitt slag nedför Pilcomayofloden under denna färd fann han norr om floden stora grässlätter i det inre av den outforskade delen av Gran Chaco. Som förste kolonisatör anlade han mitt inne i detta område estancian La Laguna, omfattande 60 000 hektar. I samband därmed företog han 1922 i sällskap med en boliviansk officer och en tjänare en genomkorsning av Gran Chaco från öster till väster, den första sedan 1500-talet. Forselius kolonisationsföretag öppnade vägar för den bolivianska expansionen i Gran Chaco. Efter hans anvisningar byggdes vägar, kolonister flyttade in särskilt från Argentina, och de bolivianska militärposteringarna flyttades allt längre mot öster. Oroat av den bolivianska expansionen, som ytterst åsyftade en hamn vid Paraguayfloden och därigenom förbindelse med världshaven, anlade Paraguay, som av chacoområdet tidigare endast utnyttjat visa delar närmast Paraguayfloden fästen i det inre av landet. Detta ledde fram till Chacokriget, och Forselius förlorade under kriget den mönstergård han byggt upp. Under senare delen av sitt liv var han bosatt i La Paz och slutligen på sin lantgård utanför Cochabamba.